# József Lengyel
József Lengyel (ur. 4 sierpnia 1896 w Marcali, zm. 14 lipca 1975 w Budapeszcie) – węgierski prozaik i poeta.

## Życiorys
Debiutował wierszami antywojennymi w 1915. W 1919 brał udział w rewolucji węgierskiej, jako członek partii komunistycznej (Kommunisták Magyarországi Pártja). Po upadku Węgierskiej Republiki Rad wyemigrował do Austrii, Niemiec i w końcu ZSRR. W powieści Visegrádi utca (Ulica Wyszegradzka, 1930) przedstawił szczegółowo przygotowania i przebieg działań rewolucyjnych. W 1938 aresztowany i w wyniku sfingowanego procesu zesłany na Syberię. W 1955 powrócił na Węgry. W 1958 napisał kolejną powieść o rewolucji węgierskiej – Prenn Ferenc hányatott élete (Burzliwe życie Ferenca Prenna). Miała ona cechy powieści awanturniczej. Swoim doświadczeniom biograficznym z działalności w ruchu robotniczym poświęcił m.in. mikropowieści, nowele i zbiory opowiadań: Kulcs (Klucz, 1956), Igéző (Czarownik, 1961), Elévült tartozás (Przedawniony dług, 1964), Elejétől végig (Od początku do końca, 1963). Ta ostatnia dotyczy komunisty wydanego na próbę, który nawet w najtragiczniejszej sytuacji nie traci wiary w swoją ideę.
Jest także autorem powieści-eseju, alegorii historycznej Három hidépitő (Trzej budowniczowie mostu, 1960), jak również powieści o Attyli – Isten ostora (Bicz boży, 1963). W mikropowieści Ujra kezdet (Znowu od początku, 1970) porusza problem rozpoczęcia nowego życia po gehennie wojny światowej. Inne jego dzieła to: Tükrök (Lustra, 1967, zbiór reportaży), Ézsau mondja (Ezaw powiada, 1969, zbiór opowiadań), Argonidész hajói (Statki Argonidesa, 1973, zbiór baśni filozoficznych). 
W 1974 adaptował do warunków scenicznych własne dzieła Ujra kezdet oraz Levelek Arisztophanészhez (Listy do Arystofanesa). 
W 1963 otrzymał Nagrodę Kossutha. Czarownika przetłumaczono na język polski (1971, H. Kuźniarska).